# Rhabdopus catinatus
Rhabdopus catinatus är en kräftdjursart som beskrevs av Jan Hendrik Stock 1979. Rhabdopus catinatus ingår i släktet Rhabdopus och familjen Serpulidicolidae. Inga underarter finns listade i Catalogue of Life.